# Френкі Фредерікс
Френкі Фредерікс  (англ. Frankie Fredericks, 2 жовтня 1967, Віндгук) — намібійський легкоатлет, який спеціалізувався у спринті — бігу на 100 і 200 метрів. Чотириразовий срібний призер Олімпійських ігор, переможець чемпіонату світу з легкої атлетики, неодноразовий переможець та призер континентальних та міжконтинентальних змагань, а також Ігор Співдружності. Через велику кількість зайнятих саме других місць на великих міжнародних турнірах він отримав прізвиська «Срібний Френкі», а також «Вічно другий». Після закінчення спортивної кар'єри — спортивний функціонер, очолював Федерацію легкої атлетики Намібії, був членом Міжнародного олімпійського комітету, усунутий від роботи в МОК у 2017 році за підозрою в корупції.

## Спортивна кар'єра
Френкі Фредерікс народився у Віндгуку. У юнацькому віці він працював на одному з намібійських уранових рудників. Пізніше Фредерікс вступив на навчання до Університету Брігама Янга, під час навчання виграв три турніри в рамках Національної асоціації студентського спорту.
Після проголошення незалежності Намібії Френкі Фредерікс розпочав виступати на великих міжнародних змаганнях за свою батьківщину. Першим великим успіхом Фредерікса стала срібна медаль на чемпіонаті світу з легкої атлетики в Токіо у 1991 році на дистанції 200 метрів. У цьому ж році намібійський легкоатлет виграв дві золоті медалі в бігу на 100 і 200 метрів на Африканських іграх у Каїрі. Наступного року він отримав свої перші олімпійські медалі, ставши срібним призером у бігу на 100 і на 200 метрів Олімпійських ігор у Барселоні в 1992 році, одночасно ставши першим олімпійським медалістом з Намібії. У 1993 році Френкі Фредерікс став чемпіоном світу з легкої атлетики, переміши на дистанції 200 метрів у Штутгарті, ставши цього разу першим переможцем світової легкоатлетичної першості з Намібії. У цьому ж році він став срібним призером чемпіонату світу в приміщенні на дистанції 60 метрів. У 1994 році намібійський бігун переміг на Іграх Співдружності у місті Вікторія. У цьому ж році в складі збірної Африки Френкі Фредерікс здобув срібну медаль на Кубку світу з легкої атлетики. У 1995 році на чемпіонаті світу в Гетеборзі намібієць здобуває срібну медаль на дистанції 200 метрів.
У 1996 році Френкі Фредерікс підтверджує свою репутацію вічно другого, здобувши дві срібні медалі на дистанціях 100 і 200 метрів на Олімпійських іграх в Атланті. У 1997 році на чемпіонаті світу в Афінах Фредерікс у черговий раз здобув срібну медаль на дистанції 200 метрів. Наступного року намібійський бігун у складі збірної Африки переміг на дистанції 200 метрів та здобув бронзову медаль у естафеті 4×100 метрів на Кубку світу в Йоганесбурзі. У 1999 році Френкі Фредерікс переміг на чемпіонаті світу в приміщенні на дистанції 200 метрів. Проте в цьому році він отримує травму, що призвело до того, що намібійський спринтер пропустив чемпіонат світу на відкритому повітрі 1999 року та 2001 року, а також Олімпійські ігри у 2000 році. Проте після повернення після травми Фредерікс на великих міжконтинентальних турнірах зумів виграти лише Ігри Співдружності у 2002 році на дистанції 200 метрів. На Олімпійських іграх 2004 року він зайняв лише 4-те місце на дистанції 200 метрів, і після завершення сезону закінчив активні виступи.

## Після закінчення спортивної кар'єри
Відразу після закінчення виступів на бігових доріжках Френкі Фредерікс у 2004 році обраний членом Міжнародного олімпійського комітету. У 2008 році Фредерікса обрали головою комісії атлетів при МОК, на цій посаді він замінив українця Сергія Бубку. На цій посаді колишній намібійський спринтер став безкомпромісним борцем із допінгом серед спортсменів. У 2009 році Фредерікс обраний президентом Федерації легкої атлетики Намібії. Щоправда, у 2017 році Френкі Фредерікс вимушений був покинути посаду члена МОК та члена комісії ІААФ із розслідування допінгового скандалу з російськими легкоатлетами та можливості повернення російських легкоатлетів на великі міжнародні змагання, у зв'язку із підозрою в отриманні хабаря у 300 тисяч американських доларів. Френкі Фредерікс також є успішним бізнесменом, входить до правління одного із найбільших намібійських уранових рудників, на якому сам працював у юності, а також є послом доброї волі ЮНІСЕФ від Намібії.

## Особисті рекорди

### На стадіоні
| Дисципліна | Дата           | Місто              | Час (сек.) |
| ---------- | -------------- | ------------------ | ---------- |
| 100 м      | 3 липня, 1996  | Лозанна, Швейцарія | 9.86       |
| 200 м      | 1 серпня, 1996 | Атланта, США       | 19.68      |
| 400 м      | 1 січня, 1989  | ?                  | 46.28      |

### У приміщенні
| Дисципліна | Дата             | Місто               | Час (сек.) |
| ---------- | ---------------- | ------------------- | ---------- |
| 60 м       | 12 березня, 1993 | Торонто, Канада     | 6.51       |
| 100 м      | 12 лютого, 1996  | Тампере, Фінляндія  | 10.05      |
| 200 м      | 18 лютого, 1992  | Льєвен, Франція     | 19.92      |
| 300 м      | 28 лютого, 2003  | Карлсруе, Німеччина | 32.36      |